# Saint-Gal (Cantal)
Pour les articles homonymes, voir Saint-Gal (homonymie).
Saint-Gal est une ancienne commune française, située dans le département du Cantal en région Auvergne-Rhône-Alpes.

## Histoire
Lors de sa suppression de la commune par la loi du 31 juillet 1839, Saint-Gal a été scindée en deux parties. L'une est rattachée à la commune de Ruynes-en-Margeride et l'autre, avec le chef-lieu de la commune, est regroupée avec Vabres,.

## Administration
| Période                                  | Période | Identité | Étiquette | Qualité |
| ---------------------------------------- | ------- | -------- | --------- | ------- |
|                                          |         |          |           |         |
| Les données manquantes sont à compléter. |         |          |           |         |

## Démographie
| 1793 | 1800 | 1806 | 1821 | 1831 | 1836 |
| ---- | ---- | ---- | ---- | ---- | ---- |
| 225  | 224  | 206  | 239  | 225̈  | -    |

Histogramme

(élaboration graphique par Wikipédia)